# Ninox hantu
El nínox de Buru (Ninox hantu)  es una especie de ave strigiforme de la familia Strigidae endémica de la isla indonesia de Buru, en el sur de las Molucas. Anteriormente era considerada una subespecie del nínox moluqueño (Ninox squamipila), pero fue elevada al rango de especie en base a diferencias vocales y genéticas.